# جیمز گراهام (تیرانداز)
جیمز گراهام (انگلیسی: James Graham; ۱۲ فوریهٔ ۱۸۷۰ – ۱۸ فوریهٔ ۱۹۵۰) تیرانداز اهل ایالات متحده آمریکا بود.
وی در مسابقات کشوری و بین‌المللی در مجموع برندهٔ ۲ مدال طلا شده‌است.